# ニトロシクロヘキサン
ニトロシクロヘキサン（英: Nitrocyclohexane）は、シクロヘキサンにニトロ基が一つ結合した化合物で、化学式はC6H11NO2で表される。

## 性質
融点-34℃、沸点は205.8℃で、標準状態では液体である。密度は1.061 g/cm3で、水にわずかに溶ける。

## 安全性
ニトロシクロヘキサンは強力な酸化剤で、高い可燃性を持つ。アメリカ合衆国は緊急計画及び地域の知る権利に関する法律により極めて危険有害な物質と定めている。アメリカ海洋大気庁は、本物質に爆発性があることを警告している。強い毒性を持つ。
アメリカ国立衛生研究所によると、「動物実験で発作および肝障害がみられた。致死濃度では興奮、傾眠、筋肉の収縮、およびマウスでは脂肪肝を引き起こす。致死量を投与したラットは痙攣を起こした」と報告している。
日本の消防法では危険物第4類第3石油類に区分される。動物実験によるデータは、ラットに経口投与した場合の最小致死量(LDLo)100mg/kg、ラットへの吸入曝露試験による半数致死濃度(LC50)は:150 mg/m3/4H のデータがある。